# 堂森佳南子
堂森 佳南子（どうもり かなこ、1975年 - ）は、日本の障害者スポーツの選手。学位は学士（経営情報学）（静岡県立大学・1998年）。

## 概要
障害者スポーツのなかでも車いすテニスを中心に活動しており、一時は並行して車いすバスケットボールの活動も行っていた。日本車いすテニス協会による車いすテニス日本ランキングでは、女子シングルス1位、女子ダブルス2位になったこともある。なお、世界ランキングでは、女子シングルスで最高13位、女子ダブルスでは最高13位にランクしている。これらの活躍により北京パラリンピックにも出場しており、2000年代の日本の女子車いすテニスを代表する選手の一人である。

## 来歴
1975年生まれ。静岡県榛原郡吉田町出身である。10代のころ、脊髄炎を患い両下肢に麻痺が残った。静岡県立榛原高等学校を経て、静岡県立大学経営情報学部に進む。高校時代に車いすテニスを始め、学生時代は継続して取り組んだ。卒業する際には、「学業精励」 との理由により、同大学から「はばたき賞」を授与されている。現在はケイアイスター不動産社員。
その後は車いすバスケットボールにも取り組み、車いすバスケットボールチームの「ウィング」に入団するなど、アスリート活動の幅を広げた。ウィング退団後は、車いすテニスの活動を中心としている。
2008年には北京パラリンピック日本選手団の一員に選ばれた。北京パラリンピックでは車いすテニス女子シングルに出場し、イギリスのLucy Shukerと対戦した。また、女子ダブルスでは大前千代子とともに出場し、フランス代表チームと対戦するなどしてベスト8となった。